# Olympische Winterspiele 1976/Teilnehmer (Griechenland)
| Gelbes Symbol für Goldmedaillen mit stilisierten Olympischen Ringen | Graues Symbol für Silbermedaillen mit stilisierten Olympischen Ringen | Braundes Symbol für Bronzemedaillen mit stilisierten Olympischen Ringen |
| ------------------------------------------------------------------- | --------------------------------------------------------------------- | ----------------------------------------------------------------------- |
| —                                                                   | —                                                                     | —                                                                       |

Griechenland nahm an den Olympischen Winterspielen 1976 im österreichischen Innsbruck mit einer Delegation von vier Männern teil.

## Flaggenträger
Der alpine Skirennläufer Spyros Theodorou trug die Flagge Griechenlands während der Eröffnungsfeier im Bergiselstadion.

## Teilnehmer nach Sportarten

### Ski Alpin
Herren:
- Thomas Karadimas
Abfahrt: 65. Platz – 2:14,69 min
Riesenslalom: 50. Platz – 4:53,63 min
Slalom: DNF
- Spyros Theodorou
Abfahrt: 66. Platz – 2:17,08 min
Riesenslalom: 49. Platz – 4:29,08 min
Slalom: DNF

### Ski Nordisch

#### Langlauf
Herren:
- Athanasios Koutsogiannis
15 km: 78. Platz – 1:07:49,43 h
30 km: 67. Platz – 2:21:20,64 h
- Efstathios Vogdanos
15 km: 75. Platz – 1:05:51,28 h
30 km: DNF